# 한국의 성소수자 목록
다음은 한국(한국의 과거 국가 및 현대의 한반도 국가인 대한민국과 조선민주주의인민공화국을 모두 포괄하는 개념)에서 저명하거나 주목할 만한 활동을 남긴 성소수자 목록이다.

## 북극성
- 이현주는 대한민국의 영화 감독이다.
- 정혜연은 약사이고 정의당의 전 부대표이자 커밍아웃한 레즈비언이다.
- 최현숙은 대한민국 최초로 커밍아웃 후 제18대 국회의원 선거 서울 종로 지역구에 진보신당 후보로 출마하였던 정치인이다.

## 남극성
- 강민수는 대한민국의 래퍼이다.[1]
- 김조광수는 대한민국의 영화 감독이다. 공개 동성결혼식을 올렸다.
- 육우당(六友堂, 1984년 8월 7일 ~ 2003년 4월 26일)은 동성애자 인권 운동가, 시민운동가이자 시조 시인이었다.
- 이송희일은 대한민국의 영화 감독이다.
- 이해영(1973년 10월 18일 ~ )은 대한민국의 영화 감독이다.
- 임태훈은 대한민국의 인권활동가이다.
- 장영진은 북한이탈주민 출신 대한민국의 작가이다.
- 정욜(정민석)은 대한민국의 인권운동가이다.
- 홍석천(1971년 2월 3일 ~ )은 2000년 대한민국 최초로 동성애자라 커밍아웃한 연예인이다.
- 홀랜드는 2018년 대한민국 최초로 동성애자라 커밍아웃한 가수이다.
- 김영세(1955년 9월 27일 ~ 2019년 5월 13일)는 대한민국의 패션디자이너였다.
- 서동진은 대한민국의 교수이다.
- 김용민·소성욱은 동성으로 사실혼을 인정받아 소성욱이 김용민의 국민건강보험 피부양자로 등록되었다가 취소된 뒤 동성 배우자 건강보험 피부양자 소송을 제기한 동성 부부이다.

## 양성애자

### 여성
- 순빈 봉씨(純嬪 奉氏)는 문종의 세자 시절 세자빈이다.
- 송인화는 대한민국의 배우이자 희극인이다.
- 서보영(필명: 은하선)은 여성주의자이자 성 해방 운동가인 칼럼니스트이다.[2]
- 한서희는 대한민국의 연예인이다.
- 송혜인(예명 솜해인)은 대한민국의 모델이다.
- 배리나(본명 배은정)는 대한민국의 인터넷 방송인이다.
- 강민진은 정의당의 대변인이었다.
- 차해영은 마포구의원이다.[3][4]
- 전청조는 말 관리사이자 혼인빙자 사기범이다.

### 남성
- 목종(穆宗, 980년 7월 5일 ~ 1009년 3월 2일) 또는 왕송은 고려의 제7대 국왕이다.
- 공민왕(恭愍王, 1330년 5월 23일 ~ 1374년 10월 27일)은 고려의 제31대 국왕이다.

## 트랜스젠더

### 트랜스여성
- 김비는 대한민국의 소설가이다.
- 레이디는 트랜스여성 4명 신애·사하라·비누·유나로 구성된 대한민국의 음악 그룹이었다.
- 박보경(1955년 ~ 2016년 3월 9일)은 대한민국의 가수로, 1995년에 성별 정정을 인정받았다.[5]
- 박한희(朴韓熙, 1985년 8월 31일)는 대한민국 최초의 커밍아웃한 트랜스젠더 변호사이다.[6]
- 변희수(1998년 6월 11일 ~ 2021년 2월 27일)는 대한민국의 육군 부사관으로 군복무중 성전환 수술을 받은 사람이다. 이로 인해 심신장애 3급을 판정받고 전역 처리되었다가 사후 전역이 부당함을 입증받았다.
- 이시연(1980년 7월 24일 ~)은 모델 출신 영화 배우이자 가수이다.
- 키라라는 대한민국의 음악가이다.
- 최한빛(1987년 6월 16일 ~ )은 모델 출신 방송인이자, 가수이다.
- 하리수(1975년 2월 17일 ~ )는 대한민국의 최초 성전환 연예인이다.
- 풍자는 대한민국의 인터넷 방송인이다.

## 젠더퀴어/논바이너리
- 김기홍(金起弘, 1983.08.13 ~ 2021.02.24)은 제주퀴어문화축제 조직위원장이자 녹색당원이었다.[7][8]
- 임푸른(林푸른, 1984.11.22 ~ )은 정의당 성소수자위원회 운영위원이자, 트랜스젠더 인권특별위원장이고, 트랜스젠더 최초로 국회의원 선거에 완주하였다.

## 간성
- 사방지(舍方知, 謝方知)는 조선 초기의 인물이다.
- 임성구지(林性仇之)는 조선 초기의 인물이다.

## 기타
- 김옥선은 남장여자 정치인이었다.
- 김유복자(1945년 4월 15일 ~ 2016년 10월 11일)는 트랜스여성으로 살다가 노년기에 의료 사고를 당한 후 지정된 남성의 성별정체성으로 정체성을 바꾸고 탈동성애자라고 주장한 인물이다.
- 혜공왕(惠恭王, 758년 ~ 780년)은 신라의 제36대 국왕으로, 동성애자나 트랜스젠더인 것으로 추측된다.
- 이요나는 게이였으나 탈동성애했다는 목사이다.

## 같이 보기
- 대한민국의 성소수자 역사
- 나라별 법률에 따른 성소수자의 권리
- 대한민국의 성소수자 행사
- 대한민국의 성소수자
- 조선민주주의인민공화국의 성소수자 권리
- 대한민국의 성소수자 인권단체
- 국제 성소수자 혐오 반대의 날